# 1835 en mathématiques
| Années des mathématiques : 1832 - 1833 - 1834 - 1835 - 1836 - 1837 - 1838    |
| Décennies des mathématiques : 1800 - 1810 - 1820 - 1830 - 1840 - 1850 - 1860 |

Cet article présente les faits marquants de l'année 1835 en mathématiques.

## Évènements
- Siméon Denis Poisson : traité sur la Théorie mathématique de la chaleur.

## Naissances
- 12 mars : Simon Newcomb (mort en 1909), astronome, mathématicien, économiste et statisticien américain d'origine canadienne.
- 24 mars : Joseph Stefan (mort en 1893), physicien et mathématicien slovène.
- 15 mai : Émile Mathieu (mort en 1890), mathématicien français.
- 12 novembre : Charles Méray (mort en 1911), mathématicien français.
- 16 novembre : Eugenio Beltrami (mort en 1900), mathématicien et physicien italien.
- 17 décembre : Felice Casorati (mort en 1890), mathématicien italien.

## Décès
- 13 mars : Annibale Giordano (né en 1769), mathématicien et révolutionnaire italien naturalisé français.
- Ishak Effendi (né en 1774), mathématicien ottoman.